# Guadalupe Urbina
Guadalupe Urbina (Sardinal, Carrillo, 28 de octubre de 1959) es una artista costarricense.

## Biografía
Nació en el distrito de Sardinal, en el cantón de Carrillo, el 28 de octubre de 1959. Es la menor de una familia campesina de diez hermanos, de padres nicaragüenses que emigraron en los años treinta hacia Costa Rica.
Su primer acercamiento a la música fue por medio de su padre y de la música ranchera que se escuchaba en la radio durante su infancia.
Siendo muy joven murió su madre y emigró a la capital de Costa Rica, San José. Allí comenzó a recibir la influencia de mundos musicales y culturales alternativos. Escuchaba Joan Baez y la música latinoamericana de la década de 1970.
Ingresó a la Universidad Nacional de Costa Rica para realizar estudios musicales. Allí obtuvo por dos años consecutivos el primer lugar en festivales universitarios.
En los años setenta grabó varias producciones en casetes de las cuales apenas hay registro. Su primer disco fue La Paz del Mundo Comienza en Centroamérica, una recopilación de artistas con dos participaciones de Guadalupe Urbina, en 1986.
En 1988 ella se presentó en el Estadio Nacional en la gira de Amnistía Internacional, junto a Bruce Springsteen, Sting, Tracy Chapman, Peter Gabriel y Youssou N'Dour.
En 1994 recibió el Premio Gaviota del Círculo de Bellas Artes, Madrid, España, debido a trabajos de narración oral.
En 1995 recibió, de manos de Youssou N'Dour el Premio América de los Descubrimientos de Radio Francia.
Vivió varios años en Holanda, donde tuvo gran éxito como mujer latina que componía su propia música.
Desde 2004 ha comenzado con su faceta de artista plástica con pinturas de corte precolombino inspirada, según ella misma, por “mi identidad, mis orígenes, la historia de mi cultura”.
Varias de sus canciones forman parte de diversas recopilaciones del sello Putumayo y reseñada como parte de la música obligada de Centroamérica y México.
Vivió varios años en Holanda donde trabajó junto a un grupo de músicos talentosos como Thea Van Der Meer y otros que compartían el amor por Latinoamérica. Creció en su carrera artística y obtuvo gran roce internacional con innumerables giras por el continente europeo. En 2004 volvió a su país natal.
Guadalupe Urbina vive actualmente en Costa Rica y realiza giras regularmente tanto en América Latina como en Estados Unidos y Europa. En su país ha compartido escenarios con una gran cantidad grupos y cantantes como Bernardo Quesada, Patricio Barraza, Malpaís, Adrián Goizueta, Luis Ángel Castro, Manuel Monestel, Cantoamérica, María Pretiz, Ruben Pagura, Manuel Obregón, entre muchos otros. A nivel internacional ha compartido escenario con Guillermo Anderson, Daniel Viglietti, Los Folkloristas, Youssou N'Dour, Lokua Kanza, Tracy Chapman, Bruce Springsteen, entre otros.
Es conocida en círculos artísticos españoles, no solo por su premio “Gaviota” del Círculo de Bellas Artes, sino porque realiza con frecuencia presentaciones en Madrid. En “Sonidos étnicos” de Radiotelevisión Española (Radio 5, RTVE) José Miguel López dijo que “es no muy conocida pero sí muy importante”.
En Costa Rica dirige la Fundación Voz Propia que se dedica a dar apoyo a jóvenes en sus expresiones creativas, así como a desarrollar proyectos de escala local de desarrollo artístico.
Su primer concierto en el Teatro Nacional lo realizó en 1989. En 2011 vuelve a ese gran escenario costarricense en un concierto donde presentará su trabajo de recopilación de la tradición oral de su provincia natal, Guanacaste.
En el 2017, la rapera costarricense Nakury samplea la canción "Orígenes" de Guadalupe Urbina para el outro de su álbum "VIA".

## Tradición oral
Desde muy joven se interesó por las tradiciones de su provincia Guanacaste. En los años ochenta realizó un trabajo de recopilación e investigación de la tradición oral guanacasteca. Este trabajo quedó guardado en cajones hasta que en 2009 Guadalupe Urbina se propuso desempolvarlo y darle forma de disco y libro cancionero.
Actualmente trabaja en la edición, publicación y presentación de ese cancionero de la tradición oral de su provincia natal Guanacaste y en 2011 será su lanzamiento al público en un concierto en el Teatro Nacional de Costa Rica, el 23 de noviembre.

## Discos y libros
Algunas de sus últimas producciones discográficas son:
- De todos modos, 1998.

- Trópico azul de lluvia, 2001.

- La madremonte, ritmos cuentos y canciones. Infantil, 2002.

- Al menudeo (2002)

Sus libros publicados:
- Benito, Pánfila y el perro garrobero, Cosmovisiones, Costa Rica, 2002.

- Al menudeo, Editorial Horas y Horas, España, 2003.